# Klesha
No budismo, klesha (Sânscrito: क्लेश, kleśa; Pali: किलेस, kilesa; Tibetano: ཉོན་མོངས།, nyon mongs) é tipicamente traduzido como  "mácula", "obstáculo", "corrupção", "obscurecimento" ou "veneno". Estes são estados mentais patológicos, que nos levam a gerar ações negativas e que resultam no sofrimento. Eles são um tipo de fatores mentais (sâns.: cetasika).

## Literatura Pali
Nos discursos do cânone Pali (sutra), é geralmente associado com as várias paixões que poluem os estados do corpo e da mente. No Abhidhamma do cânone Pali e na literatura pós-canônica desta língua, dez venenos são identificados, dos quais os três primeiros são considerados como sendo a raiz do sofrimento.